# Paracaristius heemstrai
Paracaristius heemstrai är en fiskart som beskrevs av Trunov, Kukuev och Nikolai V. Parin 2006. Paracaristius heemstrai ingår i släktet Paracaristius och familjen Caristiidae. Inga underarter finns listade i Catalogue of Life.